# Louis Hector Honoré Maxime de Sabran
Louis Hector Honoré Maxime de Sabran, né le 4 décembre 1739 au château de Baudinard en Provence et mort le 23 mars 1811 à Łańcut chez les princes de la famille Lubomirski en Pologne, est un prélat français qui fut brièvement primat de Lorraine puis dernier évêque de Laon.

## Biographie
Il est issu d'une veille famille du midi, la Maison de Sabran. Noble, il est formé au grand séminaire Saint-Sulpice de Paris. Abbé de l'Abbaye Notre-Dame de Josaphat de  1767 à  1780.et reçoit la charge le 2 décembre 1767 d'aumônier du roi. En 1774, il est nommé primat de Lorraine ; fonction qu'il quitte lorsque, désigné le 10 août 1777, il devient le dernier évêque de Laon. Ce même mois de juin 1774 il est désigné pour devenir premier  évêque de Nancy, mais il fut avant d'avoir obtenu des bulles pour ce nouveau siège, appelé le 10 août 1777 comme évêque de Laon, préconisé dans le consistoire du 30 mars 1778, et sacré à Paris le 26 avril 1778 jusqu'au 12 juillet 1790 (date de l'adoption de la constitution civile du clergé qui supprime cet l'évêché qui fusionne avec l'évêché de Soissons pour devenir l’évêché de l'Aisne). Il était également grand aumônier de la Reine et à ce titre dirigea la Chapelle de la Reine Marie-Antoinette (c'est-à-dire sa maison ecclésiastique) en juin 1774. Il dirige donc son diocèse depuis Versailles et Paris. . Démissionnaire de l'abbaye de Josaphat il obtient en commende l'abbaye de Saint-Nicolas-aux-Bois.
En 1789, il est élu, au sein du Bailliage du Vermandois à Laon, député du clergé aux États généraux de 1789. Dans un premier temps, il n'est pas défavorable aux réformes proposées, jusqu'aux Journées d'octobre où sa position se durcit contre l'ampleur que prenait la Révolution. Il rejoint également un groupe de 49 évêques français qui émet des réserves sur la constitution civile du clergé, notamment sur les mentions relatives aux spirituels et demande qu'un avis du pape soit demandé et pris en compte. À la fin de l’année 1789, il est remercié par le conseil municipal de Laon pour avoir fait venir du blé dans la région.
Il est membre également du salon français, club contre-révolutionnaire. En 1790, Monseigneur de Sabran dépose un projet d’évasion, préparé au sein de ce club, entre les mains de Madame Elisabeth. 
Il adopte alors une attitude d’opposition condamnant l’ingérence du pouvoir temporel dans le domaine spirituel. Cette attitude lui vaudra, en janvier 1791,  une dénonciation devant le Directoire départemental pour avoir nommé un vicaire à Chevennes, alors que son diocèse n’existe plus et également des attaques de Camille Desmoulins, dans son journal « les Révolutions de France et de Brabant ». Le 2 février 1791, Talleyrand consacre Claude Marolles évêque constitutionnel de l'Aisne, provoquant ainsi un schisme. Pourtant Monseigneur de Sabran n'appelait pas les prêtres à refuser de prêter serment à la constitution civile du clergé mais à émettre une réserve sur leur serment, comme l'illustre cette lettre du 13 novembre 1790 : « Je pense que vous ne devez pas refuser de prêter le serment civique en ce qui concerne la constitution politique de l’État, mais en exceptant, par une disposition particulière, tous les objets qui dépendent essentiellement de la puissance spirituelle ». Il condamne alors les actes de cet évêque constitutionnel et rejoint le clergé réfractaire. 
En avril 1791, il est contraint à l'exil mais il continuera à suivre les affaires de son diocèse et d'y ordonner des prêtres réfractaires. De 1791 à 1795, il voyage beaucoup entre les Pays-Bas, l'Angleterre et la Prusse. De 1795 à 1798, il est auprès de Louis XVIII à Brunswick. En 1798, il cesse de s'intéresser aux affaires de son diocèse et s'installe à Prague, jusqu'en 1800, date à laquelle il rejoint Vienne. Il s'y oppose au Concordat de 1801. Il quitte la ville en 1803 pour Lançut en Pologne chez les princes Lubomirski où il décède le 23 mars 1811 sans revoir la France.